# Русаки (Киевская область)
Русаки (укр. Русаки) — село, входит в Иванковский район Киевской области Украины.
Население по переписи 2001 года составляло 344 человека. Почтовый индекс — 07252. Телефонный код — 4591. Занимает площадь 1,8 км². Код КОАТУУ — 3222082104.

## Местный совет
07251, Київська обл., Іванківський р-н, с. Макарівка